# Assinatura eletrônica
A Assinatura eletrónica
O termo assinatura eletrônica usado no Brasil, ou assinatura eletrónica em Portugal pode ser confundido com assinatura digital, porém tem um significado diferente.
Uma assinatura eletrônica é uma forma digital de validar e autenticar documentos eletrônicos, cumprindo a mesma função de uma assinatura física em papel. Ela serve para comprovar a identidade de quem assina e demonstrar a concordância com o conteúdo do documento, atestando sua autenticidade e integridade no ambiente online. 

## O que é uma assinatura eletrónica?
O Regulamento eIDAS define no seu Artigo 3º a assinatura eletrónica como:os dados em formato eletrónico que se ligam ou estão logicamente associados a outros dados em formato eletrónico e que sejam usados pelo signatário para assinar.
No caso do signatário, o Regulamente eIDAS define como: a pessoa singular que cria uma assinatura eletrónica.
A assinatura, na prática significa que é um conjunto de dados que possibilitam identificar o assinante. Esses dados, logicamente, ficarão associados ao documento eletrónico que se pretende assinar. Essa ligação normalmente, está incluída no próprio documento.
Na prática, podemos dizer que os dados eletrónicos que são utilizados para assinar, são o equivalente eletrónico à tradicional assinatura manuscrita em papel e que são uma forma de dar a conhecer a terceiros de forma eletrónica que o signatário teve intenção de assinar o documento. Essa intenção é materializada numa das seguintes condições:
- Intenção de assinar

- É o autor

- Concorda com o conteúdo

- Atua como testemunha

A assinatura eletrónica, não é o mesmo que a assinatura digital
A assinatura eletrónica é um conceito jurídico, por sua vez, a assinatura digital é um mecanismo concreto baseado em algoritmos criptográficos assimétricos com base em operações matemáticas complexas.

## Os níveis das assinaturas eletrónicas

### Assinatura eletrónica SIMPLES
Estas assinaturas não têm qualquer requisito adicional, apenas têm de estar de acordo com a definição geral, ou seja, devem apenas ter a capacidade para identificar o hipotético signatário do documento eletrónico.
Apesar destas assinaturas não darem qualquer garantia, também não pode ser negado previamente que o verdadeiro assinante é efetivamente aquele que consta do documento eletrónico.
São exemplos de assinaturas eletrónica simples:
- Escrever por exemplo o nome numa mensagem de correio eletrónico
- A inserção de uma imagem digitalizada com a assinatura manuscrita num documento eletrónico.

Nestes exemplos ficamos com uma ideia de quem terá sido o signatário. No entanto é importante salientar que numa assinatura deste nível não existe garantia que o signatário foi efetivamente a pessoa com o nome indicado, uma vez que forjar ou falsificar uma assinatura deste nível não é uma tarefa complexa.

### Assinatura eletrónica AVANÇADA
O Regulamento eIDAS no seu artigo 26º define os requisitos da assinatura eletrónica avançada. Esses requisitos são os seguintes:
- Estar associada de modo único ao signatário;

- Permitir identificar o signatário;

- Ser criada, utilizando dados para a criação de uma assinatura eletrónica que o signatário pode, com um elevado nível de confiança, utilizar sob o seu controlo exclusivo;

- Estar ligada aos dados por ela assinados de tal modo que seja detetável qualquer alteração posterior dos dados.

Com as tecnologias existentes atualmente a forma mais comum para cumprir estes requisitos passa pela utilização de infraestruturas de chave pública e assinaturas digitais.
Significa que, se utilizarmos assinaturas digitais, estas cumprem todos os requisitos previstos no regulamento eIDAS para poder ser considerada uma assinatura eletrónica avançada.
Podemos também constatar que a forma como estão descritos os requisitos, permite que não estejam associados a nenhuma tecnologia específica mantendo-se assim válidos no tempo, independentemente das tecnologias utilizadas.

### Assinatura eletrónica QUALIFICADA
O Regulamento eIDAS define assinatura eletrónica qualificada como uma assinatura eletrónica avançada criada por um dispositivo qualificado de criação de assinaturas eletrónicas e que se baseie num certificado qualificado para assinatura eletrónica. 
Os certificados qualificados para assinaturas eletrónicas são fornecidos por prestadores qualificados (públicos ou privados), estatuto esse atribuído pela autoridade nacional competente e oficializado nas ‘Listas Nacionais de Confiança(PT  Lista de Prestadores de Serviço de Confiança - PSC (BR).
Muitos dos prestadores de certificados qualificados fornecem a chave privada correspondente num dispositivo seguro de criação de assinaturas. Existem dispositivos de criação de assinaturas em vários formatos para proteger os dados de criação da assinatura eletrónica de um signatário, tais como os smartcards, cartões SIM e as pen drives.
Os dispositivos de criação de assinatura remota (cloud) também poderão ser usados quando o signatário não tiver o dispositivo na sua posse, mas sempre gerido por um prestador de serviço qualificado. Estas soluções de assinatura remota qualificada oferecem uma experiência de valor acrescentado ao signatário,mantendo a segurança jurídica oferecida pelas assinaturas eletrónicas qualificadas.
Na prática, como podemos ver na definição é uma assinatura eletrónica avançada com requisitos adicionais.
O artigo 25º do regulamento eIDAS, no seu ponto 2, declara claramente que a assinatura eletrónica qualificada tem o efeito legal equivalente ao de uma assinatura manuscrita.

## Assinatura Eletrônica no Brasil
No Brasil, a regulamentação das assinaturas digitais e eletrônicas teve início com a  Medida Provisória  n.º 2200-2 de 24 de agosto de 2001, que criou o ICP-Brasil. A MP 2200-2, em seu Art. 10-2o, prevê expressamente a existência de meios de validação das assinaturas digitais externos ao ICP-Brasil
- Art. 10.  Consideram-se documentos públicos ou particulares, para todos os fins legais, os documentos eletrônicos de que trata esta Medida Provisória.

- 2º  O disposto nesta Medida Provisória não obsta a utilização de outro meio de comprovação da autoria e integridade de documentos em forma eletrônica, inclusive os que utilizem certificados não emitidos pela ICP Brasil, desde que admitido pelas partes como válido ou aceito pela pessoa a quem for oposto o documento.

Dentro do Poder Executivo Federal, as assinaturas eletrônicas são regulamentadas pelo Decreto 8.539 de 2015, que autoriza a utilização de métodos de assinatura e autenticação externos ao ICP-Brasil. O referido decreto permitiu a criação do Sistema Eletrônico de Informação (SEI), que permite a assinatura de documentos públicos por agentes públicos ou particulares sem a necessidade de certificados digitais.
- Art. 6; A autoria, a autenticidade e a integridade dos documentos e da assinatura, nos processos administrativos eletrônicos, poderão ser obtidas por meio de certificado digital emitido no âmbito da Infraestrutura de Chaves Públicas Brasileira - ICP-Brasil, observados os padrões definidos por essa Infraestrutura.

1. O disposto no capítulo não obsta a utilização de outro meio de comprovação da autoria e integridade de documentos em forma eletrônica, inclusive os que utilizem identificação por meio de nome de usuário e senha
2. O disposto neste artigo não se aplica a situações que permitam identificação simplificada do interessado ou nas hipóteses legais de anonimato.

## A assinatura eletrónica em Portugal

### Contexto legal e evolução legislativa
A legislação portuguesa relacionada com a assinatura eletrónica tem vindo a evoluir desde o início dos anos 2000, acompanhando os avanços tecnológicos e as diretrizes da União Europeia.
O primeiro grande marco legal foi o Decreto-Lei n.º 290-D/99, de 2 de agosto, que estabeleceu o regime jurídico da assinatura digital em Portugal. Este diploma definia os requisitos legais para a validade das assinaturas digitais, introduzindo os conceitos de certificados digitais e entidades certificadoras.
Posteriormente, foi publicado o Decreto-Lei n.º 165/2001, que regulava os requisitos das entidades certificadoras credenciadas e estabelecia o modelo nacional de infraestrutura de chave pública (PKI).
A integração de Portugal na União Europeia e a necessidade de um enquadramento jurídico comum levou à adoção do Regulamento (UE) n.º 910/2014, conhecido como eIDAS (electronic IDentification, Authentication and trust Services), que entrou em vigor em julho de 2016. Este regulamento substituiu a Diretiva 1999/93/CE e passou a ser diretamente aplicável em todos os Estados Membros, garantindo a equivalência legal entre assinaturas eletrónicas qualificadas e manuscritas em todo o espaço da UE.
Com a entrada em vigor do eIDAS, a legislação portuguesa teve de ser adaptada. Foram revogados diplomas anteriores e aprovada legislação complementar para enquadrar serviços públicos e privados, nomeadamente:
- [12] Lei n.º 37/2014, que regula o sistema de certificação eletrónica do Estado e define a AMA como entidade coordenadora.
- [13]Portaria n.º 233/2015, que regula a emissão de certificados digitais por entidades públicas.
- [14]Lei n.º 58/2019, que transpõe o Regulamento Geral sobre a Proteção de Dados (RGPD), com implicações sobre a validade e conservação de documentos assinados eletronicamente.

A Agência para a Modernização Administrativa (AMA) e a Entidade Certificadora do Estado (ECCE) são atualmente responsáveis por coordenar e supervisionar o ecossistema nacional de identidade digital e serviços de certificação, em articulação com a Comissão Europeia.
Em 2023, Portugal manifestou interesse em adotar os princípios do eIDAS 2.0, um novo quadro legislativo europeu que introduz a Identidade Digital Europeia (EUDI Wallet), prevendo maior interoperabilidade entre Estados Membros e uma carteira digital para cidadãos e empresas.

### Prestadores qualificados em Portugal
Em Portugal, os Prestadores Qualificados de Serviços de Confiança (QTSP) são entidades certificadas que podem emitir certificados digitais qualificados e oferecer serviços como assinatura, selos eletrónicos, carimbos temporais e validação de identidade. Estes prestadores estão inscritos na Lista de Confiança da União Europeia (Trusted List).
Entre os principais QTSPs portugueses encontram-se:
- DigitalSign – Reconhecida como um dos maiores prestadores de serviços de certificação digital em Portugal, tendo também presença em projetos europeus.
- Multicert
- Instituto dos Registos e Notariado (IRN) – através da Chave Móvel Digital
- [AMA – como Entidade Certificadora do Estado

A lista completa e atualizada pode ser consultada no site oficial da Comissão Europeia.

### A Chave Móvel Digital
A Chave Móvel Digital (CMD) é uma solução de autenticação e assinatura eletrónica desenvolvida pelo Estado português. Permite aos cidadãos autenticar-se e assinar documentos digitalmente utilizando um código PIN e um segundo fator de autenticação, geralmente um SMS ou uma aplicação móvel.
A CMD é considerada uma forma de assinatura eletrónica qualificada, desde que associada a um certificado digital qualificado emitido por uma entidade certificadora reconhecida.

### Projetos europeus e inovação
Portugal tem estado envolvido em múltiplos projetos europeus relacionados com identidade e assinatura digital. Um dos exemplos foi a primeira assinatura eletrónica realizada na Comissão Europeia que foi feita com recurso a serviços portugueses, evidenciando a relevância do país no contexto europeu de transformação digital segura.

## [21]As vantagens da Assinatura Eletrónica
- Validade Jurídica:

A assinatura eletrónica tem a mesma validade legal que uma assinatura manuscrita, desde que esteja em conformidade com as regulamentações locais.
- Rapidez:

Os processos que exigem assinaturas podem ser concluídos mais rapidamente, sem a necessidade de impressões, deslocações físicas ou envios de correio.
- Redução de custos:

Ao eliminar a necessidade de papel, tinta, impressoras e transporte, a assinatura eletrônica ajuda a reduzir custos operacionais.
- Sustentabilidade ambiental:

Ao reduzir o uso de papel e recursos de impressão, a assinatura eletrónica é uma solução extremamente ecológica.
- Segurança:

Muitas plataformas de assinatura eletrónica utilizam criptografia avançada, garantindo que a assinatura e os documentos não sejam alterados ou falsificados.
- Autenticidade e integridade:

A assinatura eletrónica pode garantir que o signatário é quem diz ser, usando métodos como autenticação de dois fatores (2FA), além de preservar a integridade do documento após a assinatura.
- Acessibilidade e conveniência:

Com a assinatura eletrónica, é possível assinar documentos de qualquer lugar, a qualquer hora, usando dispositivos móveis ou computadores, sem precisar estar fisicamente presente.
- Facilidade de armazenamento e gestão:

Documentos assinados eletronicamente podem ser armazenados digitalmente, o que facilita a organização, recuperação e arquivamento, além de eliminar a necessidade de espaço físico.
- Conformidade com auditorias:

Muitas soluções de assinatura eletrónica oferecem auditoria detalhada, documentando quando, onde e por quem os documentos foram assinados, aumentando a rastreabilidade.
- Integração com outros sistemas:

Assinaturas eletrónicas podem ser integradas em fluxos de trabalho digitais e sistemas de gestão documental, otimizando processos empresariais e melhorando a produtividade.